# Griady (stacja kolejowa)
Griady (ros. Гряды) – stacja kolejowa w miejscowości Griady, w rejonie małowiszerskim, w obwodzie nowogrodzkim, w Rosji. Położona jest na linii Petersburg – Moskwa.

## Historia
Stacja powstała w czasach carskich na Kolei Mikołajewskiej, pomiędzy stacjami Wołchowo i Małaja Wiszera.